# (3961) Arthurcox
(3961) Arthurcox est un astéroïde de la ceinture principale.

## Description
(3961) Arthurcox est un astéroïde de la ceinture principale. Il fut découvert le 31 juillet 1962 à Brooklyn par Indiana University. Il présente une orbite caractérisée par un demi-grand axe de 2,62 UA, une excentricité de 0,15 et une inclinaison de 12,7° par rapport à l'écliptique.

## Compléments